# Hybryda (technika)
Hybryda – połączenie w jedną maszynę (układ współdziałający) rozwiązań pozornie  ze sobą niepowiązanych a jednocześnie uzupełniających się. Najczęściej jest to połączenie kilku urządzeń, kiedyś produkowanych osobno, w jedno (tzw. kombiwary, kombajny). Przykładem są urządzenia wielofunkcyjne: skaner, drukarka, fax, czytnik kart pamięci, kserokopiarka.